# Zsellér Imre
Zsellér Imre (Budapest, 1878. május 8. – Tata, 1959. szeptember 8.) mozaik- és üvegfestő művész.

## Élete
Zsellér Imre 1878-ban született Budapesten. Édesapja, Zsellér Lipót hat gyermeke közül csak ő lépett művészi pályára.  Fiatal korában Róth Miksa legtehetségesebb tanítványaként tanulta meg az üvegfestészet és a mozaikkészítés alapjait. A későbbiekben Ausztria, Svájc, Németország és Hollandia legkiválóbb művészeinek műtermeiben fejlesztette tovább a tudását. Családja 1903-ban költözött az Aréna (a mai Dózsa György) út 124. alatti házba, ahol Zsellér első műhelyét is alapította. 1908-ban feleségül vette Reinich Alojziát. 1912-ben feleségével a Munkácsy Mihály utca 24.-be költözött, ezután pedig a zuglói (akkor VII. kerületi) Thököly út 163. alatti lakása mellett alakította ki a műtermét. Egy balul kiütött képviselő-választási ügy miatt 1935-ben bírósági perbe fogták, választójogát felfüggesztették. Utolsó éveiben Tatán élt. Sírhelye az Almási úti temetőben van.

## Munkássága
Zsellér Imre számos középület és több mint száz templom üvegablakainak megalkotója. Magyarország legnagyobb üvegablak-együttesének elkészítése is az ő nevéhez fűződik (Vakok Állami Intézete, Nádor terem). Mozaikművészként is jelentős műveket alkotott. Közép-Európa legnagyobb mozaikját készítette el 1917-ben a zugligeti Szent Család-plébániatemplom részére. 
Budapesten kívül a kalocsai érsekségén dolgozott a legtöbbet Petrovácz Gyula mellett, aki 25 éven át volt az érsek főépítésze. Az egyházmegyében ezen évek alatt épült vagy felújított templomokba szinte kivétel nélkül Zsellér Imre készítette az ablakokat.
A második világháború végén számos alkotása komoly sérülést szenvedett. (Például: Budapest, herminamezői Szentlélek-plébániatemplom, pilisvörösvári Nagyboldogasszony-plébániatemplom, pilisszentiváni templom stb.) Kijavításukban részt vett a rokona, Zsellér László által vezetett Üvegfestők Kisipari Termelő Szövetkezete.

## Ismertebb művei

### Mozaikok
- 1917. Budapest, zugligeti Szent Család-plébániatemplom (Kölber Dezső tervei alapján)
- 1928. Budapest, törökőri Lisieux-i Kis Szent Teréz-plébániatemplom
- 1930. Szeged, Magyarok Nagyasszonya-székesegyház (Márton Ferenc tervei alapján)
- 1931. Jeruzsálem, Dormitio (Szűz Mária elszenderülése) bazilika magyar kápolnája (Muzsinszky Nagy Endre tervei alapján)
- 1936. Budapest, Páli Szent Vince-plébániatemplom
- 1941. Budapest, Műcsarnok (Haranghy Jenő tervei alapján)

### Üvegablakok
- 1905. Bácsalmás, Szent Kereszt Felmagasztalása plébániatemplom
- 1909. Gara, Szent László király templom
- 1909. Jánoshalma, Szent Anna r. k. templom
- 1911. Bácsszentgyörgy, Szentolvasó Királynéja templom
- 1910-es évek Jánoshalma, Szent Anna-templom
- 1910-es évek Ada, Szentháromság-templom
- 1912. Kalocsa, főszékesegyház
- 1913. Bezdán, Szent Simon és Júdás Tádé apostol r. k. templom
- 1917. Budapest, zugligeti Szent Család-plébániatemplom;
- 1920. Budapest, Hermina-kápolna
- 1920-as évek Császártöltés, Szent Simon és Tádé templom
- 1926. Sárvár, Szent László-plébániatemplom
- 1926. Nagymaros, Szent Kereszt felmagasztalása templom
- 1928. Tolna, Nagyboldogasszony-templom
- 1929. Budapest, Apostolok Étterem, Patrona Hungariae és magyar szentek
- 1929. Budapest, angyalföldi Szent László-plébániatemplom
- 1930. Budapest, Vakok Állami Intézete, Nádor-terem
- 1930. Budapest, külső-ferencvárosi Szent Kereszt-plébániatemplom
- 1930. Budapest, magdolnavárosi Szent Mihály plébániatemplom
- 1930. Szeged, Magyarok Nagyasszonya székesegyház
- 1930. Jánoshalma, Szent Anna-plébániatemplom
- 1930. Budapest, Nyugdíjbiztosítási Székház tanácsterme (Márton Ferenc tervei alapján)
- 1933. Pilisvörösvár, Nagyboldogasszony-plébániatemplom
- 1934. Ajka, Jézus Szíve-templom
- 1936. Budapest, Páli Szent Vince-plébániatemplom (Palka Józseffel)
- 1937. Budapest, herminamezei Szentlélek-plébániatemplom. (A Szent Imre-képet feleségével együtt ajándékozták a templomnak.)
- 1937. Budapest, Rózsafüzér Királynéja plébániatemplom
- 1939. Budapest, Szent József Ház kápolnája (Szilárd [Szautner] Lajos tervei alapján)
- 1939. Budapest, Szent Vince-templom
- 1939. Szatymaz, r. k. templom
- 1941. Budapest, óbudai Szent József-plébániatemplom, magyar szentek (Szilárd Lajos terve alapján)
- 1941. Pilisszentiván, plébániatemplom
- 1948. Budapest, rákoscsabai Nepomuki Szent János plébániatemplom

## Méltatása
Glattfelder Gyula csanádi püspök 1930. évi december hó 14-én az alábbi levélben fejezte ki elismerését Zsellér Imrének a szegedi fogadalmi templom mozaikjai láttán: „A szegedi fogadalmi templom szentélyébe készítette nagy üvegmozaik legteljesebb elismerésemet vívta ki. A munkálatok befejezése alkalmából örömmel adok kifejezést, és megállapítom, hogy Magyarországon is készül már olyan nagyméretű és művészi mozaik, mely bátran állítható, hogy a legjobb külföldi mozaik mellé [sorolható].”

## Linkajánló
- Egy remek oldal, ahol megtekinthetők a Nádor terem üvegablakai: http://www.szecessziosmagazin.com/magazin7/vakokiskolajanadorterem.php